# ダダダダ天使
ダダダダ天使（ダダダダてんし）は、ナナヲアカリの楽曲、アルバム。

## 概要
2017年4月29日のTHE VOC@LOiD 超 M@STER37および翌日のM3-2017春にて、自主制作CD(カップリング曲違い3種類)を頒布開始。その後、2017年7月31日にYouTube及びニコニコ動画でMVが発表されたことで注目を集め、ナナヲアカリがライブイベントなどで「自己紹介ソング」と称して披露している。
作詞・作曲・編曲はナユタン星人、MVイラストは寺田てら、Movieは野良いぬ、MixはLEINONが担当した。
2023年6月28日に英語バージョンが公開された。

## 評価
ナナヲアカリのボーカロイドのような伸び伸びとした圧倒的音域を誇るハイトーンボイスや曲の世界観に引き込まれるシンプルでポップなイラスト、キャラクターの表情や歌詞が「ダメダメ感」を助長し、「ダメダメ要素」を共感できる点などが評価され、2020年5月現在、YouTubeで発表したものは2000万回以上、ニコニコ動画で発表したものは270万回以上再生されている。

ナナヲアカリ曰く、自分を「ダメ天使」と名乗り、多くのファンなどからそう呼ばれるきっかけとなった、自分とファンを強く繋いでくれた楽曲。

## 収録
| 楽曲                                | 収録                                                          | アルバム     | リリース      | 規格品番                                                                    | 備考          |
| ----------------------------------- | ------------------------------------------------------------- | ------------ | ------------- | --------------------------------------------------------------------------- | ------------- |
| ダダダダ天使                        | フライングベスト〜知らないの?巷で噂のダメ天使〜               | フルアルバム | 2018年10月3日 | 通常盤 : AICL-3559 限定盤A : AICL-3555・3556 限定盤B : AICL-3557・3558      | 収録楽曲の1つ |
| ダダダダ天使                        | ダダダダ天使                                                  | ミニアルバム | 2017年4月29日 | 誰も聞いていない盤 : AKRN-0003 死の呪文盤 : AKRN-0004 だから?盤 : AKRN-0005 | インディーズ  |
| ダダダダ天使(Live)@渋谷WWW 2018.3.5 | ワンルームシュガーライフ / なんとかなるくない? / 愛の歌なんて | シングル     | 2018年8月22日 | AICL-3542                                                                   | 収録楽曲の1つ |